# Operazioni militari israeliane nella guerra arabo-israeliana del 1948
Lista delle operazioni militari israeliane nella guerra arabo-israeliana del 1948:
| Nome                                                                    | Data                            | Area                                                    | Obiettivi |
| ----------------------------------------------------------------------- | ------------------------------- | ------------------------------------------------------- | --- |
| Operazione Hashmed                                                      | 30 marzo 1948                   | Pianura costiera di Shfela                              | Sgombero della strada Isdud-Yibna                                                                                      |
| Operazione Balak                                                        | 1º aprile 1948                  | Europa                                                  | Trasporto aereo di armi leggere dalla Cecoslovacchia                                                                   |
| Operazione Nachshon                                                     | 4-20 aprile 1948                | Strada Gerusalemme-Tel Aviv                             | Sgombero del blocco stradale imposto dalle forze arabe - Rifornimento di Gerusalemme                                   |
| Operazione Harel                                                        | 15 aprile 1948                  | Strada Tel Aviv-Jerusalem                               | Sgombero delle forze arabe a NE della strada                                                                           |
| Operazione Misparayim rinominata Bi'ur Hametz all'epoca della battaglia | 21-23 aprile 1948               | Haifa                                                   | Occupazione di Haifa                                                                                                   |
| Operazione Hametz (Irgun)                                               | 27 aprile-13 maggio 1948        | Area Tel Aviv-Giaffa                                    | Occupazione di Giaffa                                                                                                  |
| Operazione Yevusi                                                       | 22 aprile-1º maggio 1948        | Gerusalemme                                             | Occupazione di edifici nei sobborghi della Gerusalemme ebraica                                                         |
| Operazione Yiftah (o Yiftach)                                           | 30 aprile-10 maggio 1948        | Galilea orientale                                       | Occupazione di Safad e di altri villaggi                                                                               |
| Operazione Matate                                                       | 3-4 maggio 1948                 | Valle di Hulah                                          | Apertura della strada Tiberiade-Metulla                                                                                |
| Operazione Maccabei (o Maccabi, Makkabi o Maccabee)                     | 7 maggio 1948                   | Latrun, Bab al-Wad                                      | Apertura di un corridoio verso Gerusalemme                                                                             |
| Operazione Gideon                                                       | 11 maggio 1948                  | Galilea sud-orientale                                   | Occupazione dell'area di Beit She'an (in arabo Baysān)                                                                 |
| Operazione Barak                                                        | 12 maggio 1948                  | Shephelah                                               | Occupazione di aree sotto la responsabilità della Brigata Givati                                                       |
| Operazione Ben-Ami                                                      | 14 maggio 1948                  | Galilea occidentale                                     | Occupazione di Acri e della costa sopra la frontiera libanese                                                          |
| Operazione Kilshon (o Kalshon, alias Operazione Pitchfork)              | 14 maggio 1948                  | Gerusalemme                                             | Occupazione di edifici abbandonati dalle truppe britanniche per rafforzare la posizione militare ebraica a Gerusalemme |
| Operazione Shfifon                                                      | 13 maggio 1948                  | Gerusalemme                                             | Occupazione della Città Vecchia di Gerusalemme (fallimento)                                                            |
| Operazione Namal                                                        | 22-23 maggio 1948               | Distretto di Haifa                                      | Attacco della Brigata Alexandroni ad al-Tantura                                                                        |
| Operazione Erez                                                         | 28-30 maggio 1948               | Piana di Esdraelon                                      | Preparazione per l'Operazione Yitzhak                                                                                  |
| Operazione Ben Nun A                                                    | 30 maggio 1948                  | Latrun                                                  | Tentata Occupazione di Latrun da parte dell'Haganah (fallimento)                                                       |
| Operazione Ben Nun B                                                    | 1º giugno 1948                  | Latrun                                                  | Tentata Occupazione di Latrun da parte dell'Haganah (fallimento)                                                       |
| Operazione Yitzhak                                                      | 3 giugno 1948                   | Jenin                                                   | Occupazione di Jenin (fallimento)                                                                                      |
| Operazione Yoram                                                        | 8-9 giugno 1948                 | Latrun                                                  | Tentata Occupazione di Latrun da parte dell'Haganah (fallimento)                                                       |
| Operazione Dekel                                                        | 9-18 luglio 1948                | Bassa Galilea                                           | Occupazione di Nazareth e della Bassa Galilea                                                                          |
| Operazione Larlar                                                       | 9-18 luglio 1948                | Territorio Palestinese (Lidda, Ramla, Latrun, Ramallah) | Soccorso portato a Gerusalemme e messa in sicurezza di Tel Aviv (fallimento a Latrun)                                  |
| Operazione Danny                                                        | 9-18 luglio 1948                | Lidda a Ramla                                           | Parziale successo dell'Operazione Larlar                                                                               |
| Operazione Kedem                                                        | 16-17 luglio 1948               | Gerusalemme                                             | Occupazione di Gerusalemme Est (fallimento)                                                                            |
| Operazione Hiram                                                        | 24-29 ottobre 1948              | Alta Galilea                                            | Espulsione dell'Esercito Arabo di Liberazione di Fawzi al-Qawuqji e conquista della Galilea                            |
| Operazione Yoav                                                         | 15-22 ottobre 1948              | Negev-area di Gaza                                      | Eliminazione dell'assedio egiziano agli insediamenti ebraici nel Negev                                                 |
| Operazione Assaf                                                        | 5-7 dicembre 1948               | Negev                                                   | Occupazione del Negev settentrionale                                                                                   |
| Operazione Horev                                                        | 22 dicembre 1948-7 gennaio 1949 | Negev                                                   | Completo allontanamento della presenza delle forze egiziane dal Negev                                                  |
| Operazione Ovda (o Uvda)                                                | Marzo 1949                      | Negev                                                   | Instaurazione della sovranità occupante israeliana nel Negev                                                           |